# Stefanie Stappenbeck
Stefanie Stappenbeck est une actrice allemande née le 11 avril 1974 à Potsdam (Allemagne).

## Biographie
Stefanie Stappenbeck est la fille du théologien Christian Stappenbeck. Elle a passé son enfance à Berlin, avec deux sœurs cadettes.
Son talent a été découvert à l‘âge de neuf ans lors d’une audition de la télévision de la RDA, puis elle joue en 1986 dans le film Der Elterntauschladen. Elle est ensuite Anette dans le film  Die Weihnachtsgans Auguste (1988). Ayant obtenu son diplôme de fin d'études secondaires en 1992, Stefanie débute à 18 ans sur la scène du Deutsches Theater à Berlin. Elle est choisie pour le film de Gerhart Hauptmann Der Biberpelz.
En dépit de ces succès, sa candidature à l’Académie des arts dramatiques Ernst Busch, à Berlin, est refusée, ce qui fait qu’elle ne dispose pas d’un diplôme de comédienne. Elle a néanmoins joué entre autres au Berliner Ensemble et aux Hamburger Kammerspiele.
Dans les années 1995 et 1999 elle est nommée par le magazine allemand Theater heute comme meilleure jeune actrice. Depuis 1996, on la voit à la télévision, notamment dans certains épisodes des séries Tatort et Polizeiruf-110, ainsi que dans les séries Siska et Der Alte.
Elle est récompensée pour son interprétation du rôle de Felicitas dans le film de Margarethe von Trotta, Dunkle Tage (1999). En 2000, elle joue Viktoria Herrmann dans le film Deutschlandspiel de  Hans-Christoph Blumenberg. L’année suivante, elle est Monika Mann dans la trilogie de Heinrich Breloer Die Manns – Ein Jahrhundertroman. On a pu la voir en 2006 dans le rôle d’Ali dans Komm näher de Vanessa Jopp.
Dès 2009, elle accompagne Jörg Hube comme nouvelle enquêteuse dans Polizeiruf 110 du Bayerischer Rundfunk. Mais Hube meurt en juin 2009 et une seule série a pu être tournée. Après deux autres épisodes sans lui, Stefanie quitte la série.
En 2012, elle tient le rôle principal, à côté de Max von Pufendorf, dans la série médicale Auf Herz und Nieren, puis on la voit dans les romans filmés Joachim-Vernau, par Elisabeth Herrmann, dans  le rôle de l’avocate Marie-Luise Hoffmann.
Entre 2013 et 2016 elle apparaît à diverses reprises comme Isabella Schoppenroth dans les productions Tatort du Norddeutscher Rundfunk et elle reprend ce rôle dans le film Tschiller: Off Duty, sorti début 2016 dans les cinémas allemands.
Stefanie Stappenbeck épouse en avril 2010 le batteur Christopher Farr. Le couple a une fille depuis 2014.
L’actrice patronne le LAM-Verein ou LAM Selbsthilfe Deutschland, association qui vient en aide aux patientes victimes d’une maladie rare ne touchant que des femmes, la lymphangioleiomyomatose.

## Filmographie
- 1986 : Der Elterntauschladen (TV)
- 1988 : Die Weihnachtsgans Auguste (TV) : Annette
- 1990 : Die Mauerbrockenbande : Sibylle
- 1990 : Biologie : Ulla
- 1993 : Polizeiruf 110 (série télévisée) : Tina
- 1994 : Der Biberpelz (TV)
- 1994 : Die Gerichtsreporterin (série télévisée) : Eva Körber
- 1996 : Life Is Too Short to Dance with Ugly Women
- 1996 : Ein Bernhardiner namens Möpschen
- 1996 : Un amour de professeur (Verdammt, er liebt mich) (TV) : Fabienne
- 1996 : Der Andere Wolanski (TV) : Mascha
- 1996 : Wolkenstein (série télévisée) : Anna Gregor
- 1996 : King of Evergreen (TV) : Susie
- 1997 : Das Recht auf meiner Seite (TV) : Camilla Wentland
- 1997 : Rosenkavalier : Maxi
- 1997 : Dr. Sommerfeld - Neues vom Bülowbogen (série télévisée) : Melanie Bruhns
- 1998 : Die Einzige Chance (TV) : Lena
- 1998 : Rot wie das Blut (TV) : Ginnie
- 1999 : Dunkle Tage (TV) : Felicitas (18)
- 1999 : Beckmann und Markowski - Gehetzt (TV) : Diane
- 1999 : L'Empreinte du crime (Die Cleveren) (série télévisée) : Grete Hansen
- 2000 : Einer ist immer dabei
- 2000 : Ben & Maria - Liebe auf den zweiten Blick (TV) : Maria
- 2000 : Les Heures historiques (Deutschlandspiel) (TV) : Viktoria Herrmann
- 2000 : 008 - Agent wider Willen (TV)
- 2001 : Stahlnetz (série télévisée) : Sandra Bienek
- 2001 : Gnadenlose Bräute (TV) : Fine
- 2001 : Thomas Mann et les siens (Die Manns - Ein Jahrhundertroman) (série télévisée) : Monika Mann
- 2002 : Betty - Schön wie der Tod (TV) : Dina
- 2003 : Hotte im Paradies (TV) : Yvonne
- 2003 : September : Natascha
- 2003 : Der Aufstand (TV) : Erika Sarre
- 2003 : Le Renard (Der Alte) (série télévisée) : Hanna Koch
- 2003 : Verkauftes Land (TV) : Stefanie Schucht
- 2004 : Die Dreigroschenoper (TV) : Polly Peachum
- 2004 : Romance à l'italienne (Italiener und andere Süßigkeiten) (TV) : Charlotte Berg
- 2004 : Jena Paradies : Jeanette Bauch
- 2004 : Sex & mehr (TV) : Valerie Kopp
- 2005 : Die Letzte Schlacht (TV)
- 2005 : Barfuss : Jessica
- 2005 : Season Greetings : Katja
- 2005 : Das Zimmermädchen (TV) : Carla
- 2005 : Tigerkraut : Katie
- 2006 : Luzis zett : Zed
- 2006 : À pas de loup (Komm näher) : Ali
- 2006 : Unter anderen Umständen (série télévisée) : Susanne Ahrens
- 2006 : J'ai quatre filles (Vier Töchter) : Katharina
- 2007 : Enceinte ou presque ! (Nur ein kleines bisschen schwanger) (TV) : Nina Hedler
- 2007 : Mickey & Maria : Maria
- 2007 : Kein Geld der Welt (TV) : Lisa
- 2007 : Siska (série télévisée) : Birgit Farner
- 2007 : Liebling, wir haben geerbt! (TV) : Annika
- 2008 : Der Mann an ihrer Seite (TV) : Eva Hübner
- 2008 : Pizza und Marmelade : Lucia
- 2008 : Der Heckenschütze (TV) : Hanna Iglau
- 2008 : Ki.Ka-Krimi.de (série télévisée) : Petra Knapp
- 2008 : 1 1/2 Ritter - Auf der Suche nach der hinreißenden Herzelinde : Brünhilde
- 2008 : Un cas pour deux (Ein Fall für zwei) (série télévisée) : Helen
- 2009 : Schimanski (Tatort) (série télévisée) : Beate Schütz
- 2009 : Die Wölfe (série télévisée) : Silke
- 2010 : Un amour de filature (Katie Fforde - Eine Liebe in den Highlands) (TV) : Gwendolyn "Gwen" Dalmain
- 2011 : La Tentation d'aimer (Kann denn Liebe Sünde sein?) (TV) : Maria
- 2011 : Niemand ist eine Insel
- 2012 : Auf Herz und Nieren
- 2012 : Das Kindermädchen
- 2012 : Deckname Luna
- 2012 : Sechzehneichen
- 2013 : Der Minister
- 2014 : Ohne dich
- 2014 : Die letzte Instanz
- 2013 : Im Alleingang – Elemente des Zweifels
- 2013 : Der Minister
- 2013 : Tatort : Willkommen in Hamburg
- 2013 : Soko brigade des stups (Fernsehserie, Folge Ausgespäht)
- 2014 : Ohne dich
- 2014 : Der Staatsanwalt (Fernsehserie, Folge Vaterliebe)
- 2014 : Unter Anklage : Der Fall Harry Wörz
- 2014 : Tatort : Kopfgeld
- 2014 : Mit Burnout durch den Wald
- 2015 : Blauwasserleben
- 2015 : Super-Dad
- 2016 : Tatort : Der große Schmerz
- 2016 : Tschiller : Off Duty
- 2016 : Mission Istanbul de Christian Alvart
- 2016 : Unter anderen Umständen – Tod eines Stalkers (série télévisée)
- dès 2016 : Une équipe de choc (série télévisée) :
- 2016 : Neid ist auch keine Lösung
- 2016 : Richtig Gut Leben (documentaire, 4 épisodes)
- 2017 : Der Polizist, der Mord und das Kind
- 2017 : Der 7. Tag
- 2018 : Die Toten vom Bodensee (série télévisée)